# Stari Puebli
Stari Puebli  ali Anasazi so bili kamenodobna indijanska kultura na jugozahodu današnjih Združenih držav , ki je cvetela v času med 12. stoletjem pr.n.š. in 1300 n.š. Potomci Starih Pueblov so današnji Puebli in Hopiji .

## Etimologija
Beseda pueblo izhaja iz španščine in pomeni nek poseben tip vasi. Arheologi to kulturo še vedno imenujejo tudi z oznako Anasazi, čeprav je pri današnjih Pueblih  takšna oznaka nezaželena. Beseda Anasazi (Anaasází ) v jeziku Navajo namreč pomeni oznako za »stare« ali za »stare sovražnike«, zato naj bi bilo staro poimenovanje sporno.

## Zemljepisna lega
Ozemlje kulture Starih Pueblov se je razširjalo v južnem Utahu, v severni Arizoni in na severozahodu Nove Mehike.  V njeni soseščini so se na ameriškem jugozahodu razvile kulture Mogollon, Hohokam in Patayan in v odnosu do teh sosednjih kultur so Stari Puebli zasedali severovzhodni del območja. Poseljevali so Koloradsko planoto in se razširjali v osrednjo Novo Mehiko na vzhodu in v južno Nevado na zahodu. Na jugu je kultura mejila na rekah Kolorado, Mali Kolorado,  Rio Puerco in Rio Grande.

## Zgodovina in kultura
Arheologi še niso zanesljivo ugotovili, kdaj se je ta kultura pojavila.  Po sedaj najširše doseženem soglasju, se je pričela v 12. stoletju pr.n.š., v arheološkem obdobju Zgodnjih izdelovalcev košar II (1.500 pr.n.š- 50 n.š.). Za kulture Izdelovalcev košar so bile značilne pletene košare . Bili so lovci  in nabiralci, ki so lovili s kopji , obstajali pa so tudi že zametki kmetovanja . V arheološkem obdobju Izdelovalcev košar III (400/450-700/750 n.š.) se je kmetijska proizvodnja okrepila. Prav tako je bilo tudi lončarstvo v tem obdobju že povsem razvito, čeprav ni doseglo nivoja, kakršnega je poznala sosednja kultura Mogollon. Tako kot večina severnoameriških kultur so tudi Stari Puebli gojili »tri sestre« (koruzo , buče  in fižol ). V tem času so pričeli graditi večja in boljša bivališča, pričeli pa so uporavljati tudi lok  in puščico.
V arheoloških obdobjih Pueblo I in Pueblo II (okrog 700 n.š. – okrog 1050 n.š.) so pričeli graditi zidane stavbe iz kamna . V začetku 10. stoletja, ko se je začelo obdobje Pueblo II,  so Stari Puebli pričeli graditi klasične pueble, to je poseben tip naselij, po katerih so nosilci kulture dobili svoje ime.  Puebli so bili relativno dobro zavarovana blokovska naselja, kjer  so do stanovanj dostopali po lestvah, in v teh naseljih so združevali tradicijo zemljank in nove terasaste gradnje, pri tem pa so puebli meli tudi po 5 metrov višine, tloris črke D, O ali L in v njih je lahko živelo tudi po več sto ljudi. Obdobje Pueblo II je bilo odlično za razvoj kulture Starih Pueblov. V tem času je bilo podnebje toplo, z dovolj velikimi količinami padavin, zato so se skupnosti lahko številčno krepile in se na posameznem mestu zadrževale dalj časa, pojavila pa se je tudi trgovina  na dolge razdalje. Poleg tega pa so udomačili purana.
Kljub temu so kulturni vrhunec po splošnem konsenzu Stari Puebli dosegli šele v arheološkem obdobju Pueblo III (1050 n.š. -1300 n.š.). V tem obdobju je bila njihova družba že precej kompleksna. Osnovna značilnost družbe Starih Pueblov je bila poudarjena vloga žensk (vsaj martilokalna družba, če ne  matriarhat). Na vrhuncu razvoja so poznali delitev na kmetovalce, tkalce, lončarje in še na nekatere druge obrtnike, gojili so »tri sestre« (koruzo, buče, fižol), bombaž  in purane,  poleg tega pa so trgovali tudi s tihooceanskim  področjem, od koder so uvažali turkiz in školjke . Tako kot številne druge sosednje severnoameriške skupnosti so tudi Stari Puebli religiozna oziroma družbena obredja izvajali v večjih prostorih, ki se imenujejo kiva. Pisave še niso poznali.

## Zaton Starih Pueblov
V 13. stoletju je kulturo Starih Pueblov verjetno doletela vrsta nevšečnosti. Gotovo so imeli opraviti s hudo sušo  v letih 1276-1299, ki je morda le zadnji udarec v nizu drugih morebitnih težav kot bi lahko bila npr. degradacija tal zaradi pretirane sečnje gozdov, ali pa vpadanje tujih ljudstev. Po sedaj veljavnem splošnem mnenju so v deželo Starih Pueblov vpadlli predstavniki jezikovne skupine Numa, velik vpliv pa so imele tudi podnebne spremembe. Arheološke raziskave so pokazale, da pri Starih Pubelih ni bilo neobičajno, da bi ob spremembi podnebnih razmer menjali bivališča, približno po letu 1150 se je velik del Severne Amerike znašel v večstoletnem sušnem obdobju. Propadanje se je morda poznalo tudi v družbi Starih Pueblov. Najdbe poškodovanih in razkosanih ljudi vzbujajo domnevo, da so Stari Puebli tedaj pričeli prakticirati tudi ljudožerstvo Kljub temu obstajajo tudi domneve, da te najdbe še ne dokazujejo ljudožerstva. Čeprav je večina raziskovalcev  mnenja, da se je zaton kulture Starih Pueblov zgodil v arheološkem obdobju Pueblo IV (1300/1350-vsaj do 1500) in to obdobje imenujejo tudi »Regresivni Pueblo«,  ki se je prevesil v klasično kulturo Pueblov, Kroeber opozarja, da je obdobje Pueblo IV po okrasju naprednejše in bogatejše, zato težko govorimo o zatonu.

## Arhitektura
Stari Puebli so oblikovali svojsko arhitekturo s prostorskim  načrtovanjem. Puebli (večnadstopna blokovska naselja) so bili koncentrirani predvsem v kanjonu Chaco, v Mesa Verde in v Bandelierju.  Nastajali so na različnih obrambnih pozicijah, npr. na strmih bregovih stolastih gora (mesa-s). V kanjonu Chaco so stavbni les in kamnite kamne tovorili iz oddaljenih krajev in zgradili največja blokovska naselja Severne Amerike do 19. stoletja. Obstajajo tudi arheoastronomski dokazi, npr., da so mnoge zgradbe v kanjonu Chaco poravnane s cikli sonca  in Lune, kar je lahko le posledica skrbnih astronomskih opazovanj skozi več generacij obstajala so tudi večja blokvska naselja, ki jim pravimo »Velika hiša«. Taka poslopja so pogosto imela nad 200 sob, ki so bile pogosto serijske in so se delile v bivalne prostore in shrambe, večje sobe so se praviloma nahajale spredaj. Včasih je bilo sob celo nad 700. »Velike hiše«  so  bile grajene v štirih ali petih nadstropjih, sobe so praviloma gledale na južno stran neba. Eden od največjih blokovskih naselij je bil Pueblo Bonito, ki je imel vsaj 650 sob in morda okrog 1.000 do 1.200 prebivalcev.  Stari Puebli so gradili tudi ceremonialne objekte, ki jih imenujemo kiva.  Število kiv je bilo sorazmerno številu sob v pueblu. Iz večjih pueblov so vodile tudi obredne ceste, ki so bile ponekod zgrajene v obliki vklesanega stopnišča.